# Eugen Ewig
Eugen Ewig (* 18. Mai 1913 in Bonn; † 1. März 2006 ebenda) war ein deutscher Historiker, der die Geschichte des frühen Mittelalters erforschte. Er lehrte als Professor für Geschichte an den Universitäten Mainz und Bonn und galt der Fachwelt in der zweiten Hälfte des 20. Jahrhunderts als bester Kenner der Merowingerzeit.
Da er nach dem Zweiten Weltkrieg als einer der wenigen deutschen Mediävisten betrachtet wurde, die nicht von nationalsozialistischem Gedankengut beeinflusst worden waren, konnte er eine wichtige Mittlerfunktion im Aussöhnungsprozess zwischen Deutschland und Frankreich übernehmen. Ewig gelang 1958 die Gründung der Deutschen Historischen Forschungsstelle in Paris, aus der 1964 das Deutsche Historische Institut Paris hervorging.

## Leben

### Herkunft und Jugend
Eugen Ewig wuchs in einem katholischen Elternhaus auf. Er war der Sohn des Kaufmanns Fritz Ewig, der schon 1924 verstarb, und dessen Frau Eugenie Ewig, geborene Mälchers. Von 1919 bis 1931 besuchte er das humanistische Beethoven-Gymnasium in Bonn; in seine Schulzeit fielen Ereignisse wie die Rheinlandbesetzung, die Hyperinflation und die Wirtschaftskrise. Zu seinen Lehrern gehörte der Romanist und Kulturphilosoph Hermann Platz, der ihn in Französisch unterrichtete. Vermutet wurde, dass Ewigs späteres Interesse für den lotharingischen Raum und für die Rheinlande auf den Einfluss von Platz zurückging. 1931 erwarb Ewig die Hochschulreife. Nach einem Ferienkurs in Dijon veränderte ein Aufenthalt in Paris seine Einstellung zu Frankreich wesentlich: „Mein von der Jugendbewegung geprägtes Weltbild wurde zwar nicht ganz verdrängt, aber erheblich korrigiert und relativiert durch das Erlebnis der französischen Metropole“. Seither war Ewig ein Liebhaber Frankreichs und der französischen Kultur.

### Studium in Bonn (1931–1937 bzw. 1938)
An der Universität Bonn studierte Ewig von 1931 bis 1937 Geschichte, Deutsch, Romanistik (Französisch) und Philosophie. Zu seinen Studienfreunden zählten Paul Egon Hübinger und Theodor Schieffer. Ewig war beim KStV Langemarck Bonn aktiv und damit Mitglied im Kartellverband katholischer deutscher Studentenvereine, im katholischen Jungmännerbund sowie im Bonner Kreis. In der ersten Hälfte seiner Studienzeit lag sein Schwerpunkt auf den Hauptfächern Geschichte und Germanistik. Zunächst wurde Wilhelm Levison sein maßgeblicher akademischer Lehrer, später Ernst Robert Curtius. Curtius prägte Ewigs Frankreichbild und verstärkte dessen aufkeimendes Interesse für Frankreich noch. Von seinem jüdischen Lehrer Levison, der infolge der Nürnberger Gesetze seines Amtes enthoben wurde, erhielt er als dessen letzter Schüler in Deutschland noch das Dissertationsthema. 
Ewig wurde 1936 mit einer ideengeschichtlichen Arbeit über den Kartäuser Dionysius, einen spätmittelalterlichen Theologen und Mystiker, zum Dr. phil. promoviert. Das Werk des Dionysius, das in moderner Druckform 41 Bände umfasst, wurde systematisiert und geistesgeschichtlich eingeordnet. Die Dissertation lag quer zum herrschenden Zeitgeist; die Fragestellung entzog sich den Moden der deutschen Mediävistik der Jahre nach 1933. Der Satz in der Dissertation „Lichtlos und trübe ist die Gegenwart, wenn man sie an den Maßstäben der Vergangenheit mißt“ verdeutlicht einen pessimistischen Konservatismus und steht im Widerspruch zur zeitgenössischen Kraft- und Aufbruchsideologie der Nationalsozialisten. Da Levison 1935 von den Nationalsozialisten wegen seiner jüdischen Herkunft aus dem Amt gedrängt worden war, übernahm 1936 der Neuzeithistoriker Max Braubach die Prüfungsformalien. 1936 erschien die 80 Seiten umfassende Dissertation. Wie Schieffer und Hübinger erhielt Ewig den Kontakt zu seinem nach England emigrierten Lehrer Levison aufrecht.
Nach der Promotion ermöglichten ihm niederländische Freunde einen dreimonatigen Aufenthalt in Paris, danach war Ewig zwei Jahre Hilfsassistent am Historischen Seminar in Bonn. Im Januar 1938 legte er das Staatsexamen für das Lehramt an höheren Schulen in Geschichte, Deutsch und Französisch ab. Aufgrund der politischen Verhältnisse wollte er jedoch nicht Lehrer werden. Für kurze Zeit übernahm er als Nachfolger Paul Egon Hübingers das Amt des Bücherwarts am Historischen Seminar.

### Tätigkeit als Archivar in Berlin, Breslau, Metz
Ewig hatte als Schüler Levisons, als politisch Liberaler und als überzeugter Katholik ohne jede Bindung an die NSDAP in der Zeit des Nationalsozialismus keine Chance auf eine akademische Laufbahn. Schieffer und Hübinger, andere Schüler Levisons, entschlossen sich, am Institut für Archivwissenschaft eine dreisemestrige Archivausbildung zu durchlaufen. Ewig wollte ihrem Beispiel folgen. Ein Jahr lang bewarb er sich vergeblich um die Aufnahme im Institut für Archivwissenschaft und geschichtswissenschaftliche Fortbildung in Berlin-Dahlem. Er selbst vermutete, dass seine Aktivitäten im katholischen Jugendbund den Nationalsozialisten verdächtig erschienen. Schließlich wurde er doch noch am Dahlemer Institut angenommen und absolvierte ab April 1939 die Archivausbildung. Im selben Jahr verfasste er mit Die Wahl des Kurfürsten Josef Clemens von Köln zum Fürstbischof von Lüttich, 1694 seinen ersten größeren wissenschaftlichen Aufsatz. Er erschien in den Annalen des Historischen Vereins für den Niederrhein, die von den Nationalsozialisten als „klerikales Organ“ bezeichnet und 1944 verboten wurden. 1940 schloss Ewig die Archivausbildung mit dem Staatsexamen ab. 
Offenbar dachte er in dieser Zeit an einen Eintritt in die NSDAP, um seine Verbeamtung nach der Archivausbildung zu beschleunigen. Er unterzeichnete die Aufnahmepapiere, doch blieb dies folgenlos. In den Beständen finden sich keine Hinweise auf eine Mitgliedschaft Ewigs in der NSDAP. Das Referendariat brachte ihn 1941 nach Breslau. Im März 1941 wurde er als Staatsarchivassessor zur Wehrmacht eingezogen, ein Herzfehler befreite ihn vom Militärdienst. 
Durch Vermittlung des Reichsarchivrats Wilhelm Kisky wurde Ewig noch im selben Jahr in das lothringische Staatsarchiv Metz versetzt. Dort wurde er Stellvertreter des Archivdirektors Aloys Ruppel. Während seiner Tätigkeit in Metz entstand 1943 der Beitrag über die „Deutschordenskommende Saarburg“ (1943). Ewig verwertete für die beiden in seiner Metzer Zeit entstandenen Arbeiten die Bestände des Stadtarchivs Erkelenz, des Staatsarchivs Wien und des Archivs Metz.
Nach Problemen mit der lothringischen Zivilverwaltung kehrte Ruppel im November 1942 nach Mainz zurück. Seit 1943 war Heinrich Büttner Ewigs Vorgesetzter im Metzer Archiv. Nachdem Büttner zur Wehrmacht eingezogen worden war, übernahm Ewig die kommissarische Leitung. Seine Amtsführung brachte ihm wertvolle französische Verbindungen wie die zu Robert Schuman ein. Im Staatsarchiv Nancy wertete Ewig 1943 die Landbeschreibung des Herzogtums Lothringen von 1585/86 aus. Seine Arbeiten entsprachen nicht der von der Gauleitung erwarteten politischen Linientreue und wurden daher entweder umgeschrieben oder gar nicht erst veröffentlicht. 1943 verfasste Ewig für die Lokalbeilage zur NSZ Westmark den Aufsatz Metz und das Reich im Mittelalter. Die Redaktion entfernte alles, „was der nationalsozialistischen Geschichtsschreibung und der Germanisierungspolitik in Lothringen widersprach […]. Lothringische Eigenständigkeit und Freiheitsliebe, Metzer Autonomie und Sonderstellung sollten der Vergessenheit anheimfallen“. Ewig war in dieser Zeit mit Forschungen zur romanisch-germanischen Sprachgrenze betraut. Die „Gauleitung Westmark“ wollte diese zur Legitimierung deutscher Ansprüche auf Lothringen und weitere Gebiete im Westen nutzen. In der Anfang 1944 vorgelegten Abhandlung über „Die Verschiebung der Sprachgrenze in Lothringen im 17. Jahrhundert“ konnte Ewig nachweisen, dass seit etwa 1663 das nach dem Dreißigjährigen Krieg entvölkerte Land von Frankreich aus wieder besiedelt wurde. Er wandte sich jedoch gegen die von Nationalsozialisten vertretene These, Ludwig XIV. habe „aus nationalen Gesichtspunkten“ eine ethnische Politik mit der Folge einer gezielten Nordverlagerung der deutsch-französischen Sprachgrenze betrieben; Motive dieser Art hätten den „Staatsmännern der Zeit im allgemeinen fern gelegen“.
Während des Kriegs war Ewig Mitglied der Archivschutzkommission, deren Aufgabe darin bestand, Archivmaterial deutscher Provenienz aus Frankreich nach Deutschland zurückzuführen. Es gelang ihm, den Transport der Archivbestände zu verhindern, indem er sich krank stellte und anschließend im Keller des Archivs versteckte. Ewig stand auf der schwarzen Liste der Gauleitung Westmark und sollte nach einer Rückeroberung Lothringens getötet werden. Ihm wurde unter anderem vorgeworfen, „daß er die deutsche Besatzung der Präfektur zur Waffenstreckung veranlaßt“ habe. Am 19. November 1944 erlebte Ewig im Keller der Präfektur die Entscheidungsschlacht der amerikanischen Armee um die von Hitler zur Festung erklärte Stadt Metz. Nach Kriegsende wurde Ewig als deutscher Zivilist für kurze Zeit interniert, durch Fürsprache seiner französischen Freunde kam er jedoch bereits im Februar/März 1945 frei.

### Lektor an der Universität Nancy (1946–1949)
Robert Minder verschaffte ihm 1946 eine Lektorenstelle an der Universität Nancy, die er bis 1949 ausübte. Ewig war der erste deutsche Historiker, der nach dem Zweiten Weltkrieg einen Lehrauftrag an einer französischen Universität erhielt. Bereits im Herbst 1945 trat der französische Historiker Jean de Pange an Ewig heran. Er vermittelte den Kontakt zu Raymond Schmittlein, dem Leiter der Kulturabteilung bei der französischen Militärregierung. Durch dessen Einsatz wurde Ewig zu Beginn des Jahres 1948 von Robert Schuman im Hôtel Matignon empfangen.

### Mainzer Jahre (1946–1964)
Bereits im Dezember 1945 wurde Ewig von Schmittlein ein Lehrstuhl für Regionalgeschichte an einer noch zu gründenden rheinischen Universität in Aussicht gestellt. Die Standortwahl fiel wenige Wochen später zugunsten von Mainz aus, das auch neue Landeshauptstadt werden sollte. Dort war Ewig der erste Historiker, dem von französischer Seite eine Stelle angeboten wurde. 1946 wurde er der erste Oberassistent an der von der französischen Besatzungsmacht neugegründeten Universität Mainz. Bei dem an der neuen Universität von 1947 bis 1949 durchgeführten Entnazifizierungsverfahren wurde Ewig als einziger Historiker als völlig „unbelastet“ eingestuft. Die unter französischem Einfluss stehende Universität ermöglichte Ewig auch, seine Beziehungen zu Freunden aus Frankreich zu pflegen. Er übte durch seine guten Beziehungen zur Militärregierung maßgeblichen Einfluss auf die Stellenbesetzung aus. 1946 wurden Theodor Schieffer und Heinrich Büttner zu außerplanmäßigen Professoren ernannt, Schieffer wurde 1951 ordentlicher Professor. Mainz entwickelte sich in dieser Zeit zu einem Sammelbecken für katholische Historiker, die vor 1945 zumeist an der Universität Bonn tätig gewesen waren.
Zu Beginn seiner Lehrtätigkeit leitete Ewig Seminare zur Landesgeschichte des Niederrheins und zu den Historischen Hilfswissenschaften. Einen Ruf an die Universität des Saarlandes lehnte er 1948 ab. Im Jahr 1951 heiratete er die promovierte Mathilde „Tilda“ Wallenfang, geborene Martini, aus Bonn. Aus der Ehe gingen drei Kinder hervor. Seit 1951 wirkte er als Dozent und blieb in dieser Funktion bis 1954. 1952 erhielt Ewig außerdem einen Lehrauftrag an der Universität Bonn. Von Büttner und Schieffer wurde er zur Habilitation motiviert. Im Jahr 1953 habilitierte er sich in Mainz mit Unterstützung von Leo Just mit der Arbeit Trier im Merowingerreich. Civitas, Stadt und Bistum. Sie ist zum Klassiker in der mediävistischen Forschung geworden. In dieser Arbeit untersuchte Ewig anhand der ältesten deutschen Bischofsstadt die Wandlungen von der Spätantike zum Frühmittelalter. Seine Habilitation bestand in der Analyse des Kontinuitätsproblems am Beispiel der städtischen und kirchlichen, sozialen und kulturellen Wandlungen der Moselmetropole. In der Habilitation wird seine interdisziplinäre Arbeitsweise deutlich. Ewig verarbeitete die Erkenntnisse der Diplomatik, Genealogie, Archäologie, Epigrafik, Sprachwissenschaft und Patrozinienkunde.
Nach der Habilitation wurde er 1954 in Mainz ordentlicher Professor für Mittelalterliche Geschichte als Nachfolger Schieffers, der nach Köln ging. In Mainz befasste sich Ewig hauptsächlich mit der politischen Struktur des fränkischen Reiches. Höhepunkt dieser Studien war die „Descriptio Franciae“ anlässlich der Europarats-Ausstellung in Aachen über Karl den Großen. In dieser beschreibenden Analyse widmete er sich den Kernlandschaften des merowingischen Frankenreichs, die sich aus Paris mit der Île-de-France, der Picardie, der Champagne sowie den Gebieten um Maas, Mosel und Rhein zusammensetzten. 1953 verfasste Ewig eine zusammenhängende Darstellung über Völkerwanderung, Merowinger- und Karolingerzeit in Peter Rassows Handbuch, Deutsche Geschichte im Überblick. 1955 trat er die Nachfolge Schieffers als Präsident der Gesellschaft für mittelrheinische Kirchengeschichte an. Bis 1965 übte er dieses Amt aus.
Mit Max Braubach und Gerd Tellenbach gründete er 1957 in Mainz die „Wissenschaftliche Kommission zur Erforschung der Geschichte der deutsch-französischen Beziehungen“ mit dem Ziel, „wissenschaftliche Arbeiten auf dem Gebiet der mittleren und neueren Geschichte in Frankreich zu fördern und Kontakte zwischen deutschen und französischen Historikern herzustellen oder zu vertiefen“. Ewig wurde Geschäftsführer der Kommission. 1960 war er Dekan der Philosophischen Fakultät der Universität Mainz. Im selben Jahr wurde er Mitglied der Historischen Kommission für Hessen und korrespondierendes Mitglied der Académie luxembourgeoise de Belgique sowie korrespondierendes Mitglied des Deutschen Archäologischen Instituts. 1960 gehörte er zu den Gründungsmitgliedern des Konstanzer Arbeitskreises für mittelalterliche Geschichte, der bis heute als bedeutendstes Forum für die deutschsprachige Mediävistik gilt. In Mainz betreute er zwei Promotionen und förderte die Habilitation von Peter Classen. Seine bedeutendsten Schüler an der dortigen Universität waren Josef Semmler und Hans Hubert Anton.

### Gründung des Deutschen Historischen Instituts in Paris und Tätigkeit ebendort (1958–1983)

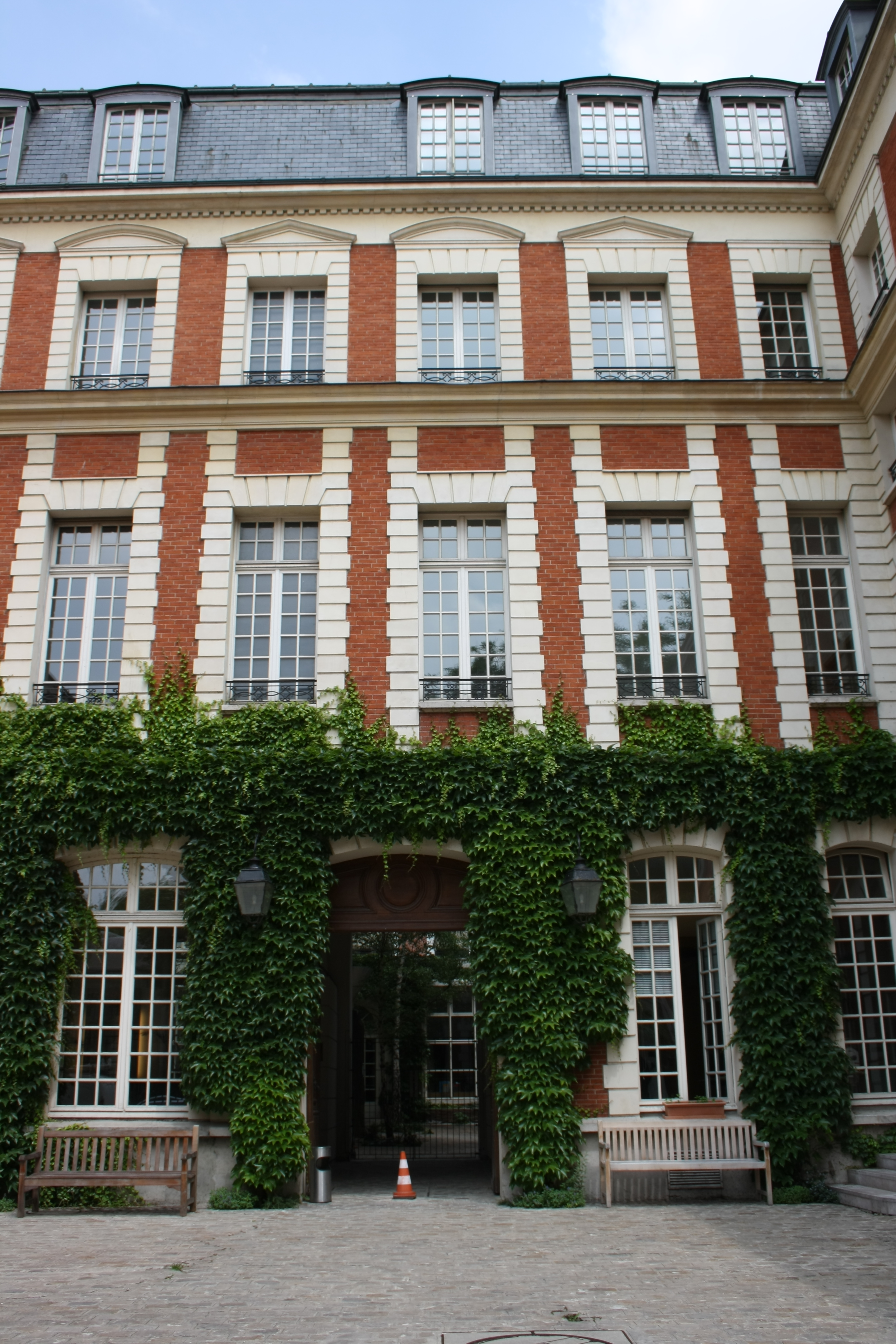
Deutsches Historisches Institut in Paris

Bereits vor Eugen Ewig hatte es Versuche von Paul Kehr (1902–1904) und Theodor Mayer (1941–1943) zur Gründung eines Deutschen Historischen Instituts in Paris gegeben. Ewig zählte mit Paul Egon Hübinger und Gerd Tellenbach zu den Teilnehmern der deutsch-französischen Historikertreffen in Speyer, die zwischen 1948 und 1949 auf Initiative der französischen Militärregierung stattfanden. In Speyer wurden Netzwerke zu französischen Kollegen geschaffen, die für die Einrichtung eines historischen Instituts in Paris nützlich sein sollten. Seit Ende der 1940er Jahre bestand ein direkter Kontakt zwischen Ewig und Bundeskanzler Konrad Adenauer. Der künftige Schwiegervater Ewigs war Paul Martini, der Professor für Innere Medizin an der Universität Bonn und zugleich Leibarzt von Adenauer war; er stellte für Ewig den Kontakt zum Bundeskanzler her. Zwischen dem französischen Außenminister Schuman und Adenauer versuchte Ewig als Kontaktperson zu fungieren. 1950 bemühte sich Ewig in Paris, mögliche „Voreingenommenheiten“ gegenüber Adenauer abzubauen. Die besondere Wertschätzung im Kanzleramt brachte ihm auch das Angebot ein, zeitlich befristet den Posten des Kulturreferenten in Paris zu übernehmen. Ewig lehnte jedoch aus Rücksicht auf seine Familie und die Universität Mainz ab. 1950 skizzierte Ewig in einem „vertraulichen“ Schreiben an Adenauer ein historisches Forschungsprojekt zum besseren „Verständnis der europäischen Vergangenheit“. 1953 konkretisierte Ewig seine Pläne. Er schlug ein „zweiseitiges Projekt“ und „die Bildung eines Teams mittelalterlicher Historiker“ vor. Es sollte in Frankreich ein deutsches und in der Bundesrepublik ein französisches Institut gegründet werden. 1954 äußerte Adenauer die Absicht, die innerhalb der deutschen Geschichtswissenschaft angestoßenen Projekte zur Gründung einer deutsch-französischen Forschungsstelle zu unterstützen. Vom 26. Februar bis zum 17. März 1956 wurde Ewig zu Sondierungen nach Paris geschickt. Dort traf er mit 30 führenden französischen Persönlichkeiten der Universitäten und der Kultur zusammen. Gegen die Einrichtung einer deutschen Forschungsstelle gab es keine Widerstände. Die Gründung sollte auf Universitätsbasis („sur base universitaire“) erfolgen, und es wurde der Rat erteilt, sich zunächst auf das Mittelalter zu konzentrieren, erst später solle man zur Frühen Neuzeit oder zu der Zeit nach 1918 fortschreiten. Ewig gelang es 1958 mit Unterstützung Robert Schumans und Konrad Adenauers sowie unter tatkräftiger Mithilfe von Hübinger, der damals die Kulturabteilung des Bundesinnenministeriums leitete, in der Pariser Rue du Havre das „Centre allemand de recherches historiques“ zu eröffnen. Die Etage in der Rue du Havre wurde von Ewig aus privaten Mitteln finanziert. Das Centre und später das Institut waren ein privater Verein nach französischem Recht, der erst 1994 aufgelöst wurde. Zu den Gründungsvätern gehörten neben Ewig Gerd Tellenbach, Herbert Grundmann, Theodor Schieffer und Max Braubach. Für kurze Zeit dachte Ewig daran, diese Institution „Institut Centre Wilhelm Levison“ zu nennen.
Von 1958 bis 1964 war Ewig an der Konzeption und Durchführung deutsch-französischer Kolloquien in Saarbrücken, Fulda, Münster, Bochum, Regensburg, Bamberg und Worms beteiligt. Bereits das erste deutsch-französische Historikertreffen in Saarbrücken brachte einen deutlichen Fortschritt in den Beziehungen zwischen den beiden Nationen, wie Ewig im Tagungsbericht notierte. Von 1959 bis 1964 organisierte er Jahresvorträge deutscher Historiker in Paris. 1964 wurde nach mehrjährigen Verhandlungen die Umwandlung der Forschungsstelle in eine unselbständige Bundesanstalt im Geschäftsbereich des Bundesministers für wissenschaftliche Forschung erreicht. Die Forschungsstelle wurde zum Deutschen Historischen Institut und ein wissenschaftlicher Beirat wurde konstituiert. Von 1964 bis 1983 war Ewig dessen Vorsitzender. 1973 steuerte er einen umfangreichen Artikel zur neuen Institutszeitschrift Francia bei. Ewig erhielt von französischer Seite zahlreiche Ehrungen: 1970 wurde er korrespondierendes Mitglied der Académie des inscriptions et belles-lettres, die ihm 1975 zudem den selten vergebenen Rang eines Associé étranger verlieh. 1979 wurde er korrespondierendes Mitglied der Académie des sciences, Arts et Belles Lettres in Dijon. Mit dem Chevalier im Ordre des Palmes Académiques erhielt er eine der höchsten Auszeichnungen Frankreichs. Zudem wurde Ewig bereits 1961 Ehrenmitglied des Institut Grand-Ducal de Luxembourg.

### Lehrtätigkeit in Bonn (1964–1980)
Im Jahre 1964 wurde Ewig Nachfolger von Helmut Beumann auf Levisons einstigem Lehrstuhl für mittelalterliche Geschichte an der Universität Bonn. In seinen Seminaren setzte er die Schwerpunkte auf Quellenlektüre und -interpretation. Von den Studentenunruhen 1968 blieb er unbehelligt, da er als unpolitisch galt. In Bonn betreute er als Professor für Mittelalterliche Geschichte und geschichtliche Hilfswissenschaften 18 Dissertationen. Zu seinen Schülern dieser Jahre zählten Jörg Jarnut, Horst Ebling, Reinhold Kaiser, Ulrich Nonn, Manfred van Rey, Rudolf Schieffer, Hans Hubert Anton und Gerhard J. Kampers. Hinzu kamen die Habilitationen von Heinz Thomas und Ingrid Heidrich. In Bonn verlagerte sich Ewigs Forschungsinteresse auf die Geschichte von Christentum und Kirche in fränkischer Zeit. Er befasste sich mit Kult- und Patroziniengeschichte, mit der Mission und mit der Bischofsherrschaft. Außerdem widmete er sich verstärkt der rheinischen und der politischen Geschichte des Frankenreichs. Die zahlreichen Einzelforschungen mündeten schließlich in Beiträge zu den maßgeblichen Handbüchern des Faches. Über das 6. bis 9. Jahrhundert verfasste Ewig von 1966 bis 1975 diverse Abschnitte in Hubert Jedins „Handbuch der Kirchengeschichte“. Er schrieb den Abschnitt zur Fränkischen Reichsbildung (1976) im 1. Band des von Theodor Schieder herausgegebenen Handbuchs der europäischen Geschichte und – auf Grundlage seiner Habilitation – die Darstellung Das Trierer Land im Merowinger- und Karolingerreich im ersten Band der Geschichte des Trierer Landes (1964). Zur Rheinischen Geschichte von Franz Petri und Georg Droege trug er die Darstellung Die Rheinlande in fränkischer Zeit 451–919/31 (1980) bei.
Ewig schätzte die so genannte „Bonner Schule“ der Landesgeschichte. Für die Festschriften zu Ehren der Institutsleiter am Bonner Institut für geschichtliche Landeskunde – Franz Steinbach, Franz Petri und Edith Ennen – verfasste er Beiträge. Während seiner Lehrtätigkeit in Bonn wurde er in eine Vielzahl bedeutender wissenschaftlicher Gremien aufgenommen: 1975 wurde er korrespondierendes Mitglied der Monumenta Germaniae Historica in München, 1978 ordentliches Mitglied der Nordrhein-Westfälischen Akademie der Wissenschaften und der Künste; ab 1979 war er korrespondierendes Mitglied der Österreichischen Akademie der Wissenschaften und der Bayerischen Akademie der Wissenschaften. Für seine Leistungen wurden ihm außerdem die Ehrendoktorwürden der Université de Toulouse und der Universität Freiburg (Schweiz) verliehen. 1980 wurde Ewig emeritiert. Er lebte in Bonn-Ippendorf.

### Letzte Jahre

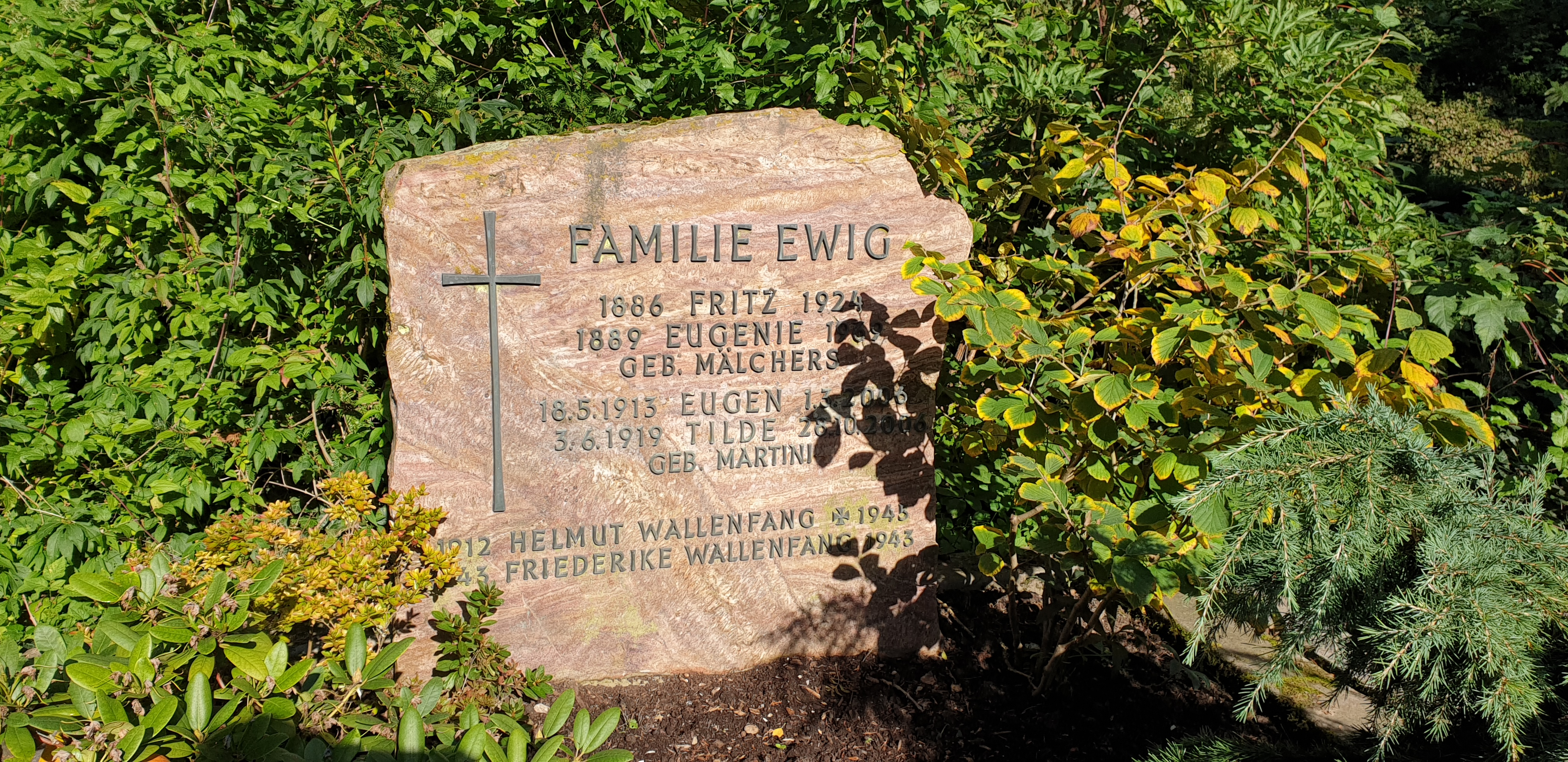
Grab der Familie Ewig auf dem Poppelsdorfer Friedhof in Bonn

Ewig publizierte noch in hohem Alter und unterstützte weiterhin das Deutsche Historische Institut in Paris. Zu seinem 75. Geburtstag wurde ein wissenschaftliches Kolloquium zu seinen Ehren veranstaltet. Nach seinem 90. Geburtstag wirkte er an den Vorbereitungen zum 50. Jahrestag der Gründung des DHI mit. Für sein Bemühen um einen Ausgleich mit dem „Erbfeind“ Frankreich wurde er zum 90. Geburtstag von der Frankfurter Allgemeinen Zeitung zum „Erbfreund“ ernannt. Noch wenige Tage vor seinem plötzlichen Tod arbeitete er an einer Arbeit über die Beziehungen der Franken zum Römischen Reich vom 3. bis zum 5. Jahrhundert, den er ironisch als seinen „Schwanengesang“ bezeichnete. Der Aufsatz erschien, herausgegeben von seinen Schülern Horst Ebling und Ulrich Nonn, postum in den Rheinischen Vierteljahrsblättern.

## Werk
Ewigs umfangreiches wissenschaftliches Œuvre ist im Zeitraum von 1936 bis 2006 entstanden und umfasst mehr als 100 Titel. Zahlreiche Beiträge erschienen auf Französisch. Das zentrale Thema seiner Forschungen war der Transformationsprozess des Frankenreiches von der Spätantike über die Zeit der Merowinger bis zu den Karolingern. Bekannt geworden ist Ewig als Spezialist für die Erforschung der Merowingerzeit, weitere Arbeiten behandeln die christlichen Grundlagen von König- und Kaisertum, die Staats- und Kirchenlehre sowie die Fürstenspiegelliteratur.
Seine ersten Forschungsbeiträge verfasste Ewig zum späten Mittelalter und zur frühen Neuzeit. Nach dem Zweiten Weltkrieg konzentrierte er sich jedoch auf das Frühmittelalter und insbesondere auf das Frankenreich der Merowinger. Dies war Resultat der Bemühungen, den Mythos von der deutsch-französischen Erbfeindschaft mit wissenschaftlichen Mitteln zu dekonstruieren und die gemeinsamen Wurzeln der deutschen und der französischen Geschichte herauszuarbeiten. Als Fluchtpunkt dienten dabei die Bemühungen um die europäische Einigung in seiner Gegenwart. Ewig begründete seine Umorientierung aus der Rückschau mit den Worten: „Die Wahl war von dem Wunsch bestimmt, die Grundlagen der europäischen Einheit herauszuarbeiten, ein neues Geschichtsbild mitzuprägen und dadurch auch an der Gestaltung der Zukunft mitzuwirken.“ Im Mittelpunkt seiner Forschungen stand wiederholt das spätantike und frühmittelalterliche Gallien. Grundlegend für seine Arbeiten wurde ein strikt empirischer Zugriff. Nach der Ausbreitung des Quellenmaterials erfolgte dessen kritische Erörterung. Daraus wurden Schritt für Schritt vorsichtige Schlussfolgerungen gezogen, die schließlich in ein Gesamtergebnis mündeten.
Das Deutsche Historische Institut ehrte seinen Gründer durch die von Hartmut Atsma besorgte Herausgabe seiner gesammelten Schriften in zwei Bänden. Der 1976 erschienene erste Sammelband über das spätantike und fränkische Gallien umfasst Arbeiten vorwiegend zur politischen Geschichte, zum Nachwirken der römischen Institutionen, zum Einfluss Konstantins des Großen auf die Nachwelt, zum christlichen Königsgedanken, zu Volkstum und Volksbewusstsein im 7. Jahrhundert, zur politischen Struktur Galliens und über die fränkischen Reichsteilungen und Teilreiche von 511 bis 714. Der zweite Band von 1979 enthält insbesondere Untersuchungen zur Kirchengeschichte. Ein dritter Band seiner Schriften aus den Jahren 1974 bis 2007 wurde 2007 von den Bonner Historikern Matthias Becher und Theo Kölzer sowie Ewigs Schüler Ulrich Nonn herausgegeben. Die Beiträge betreffen neben der fränkischen Geschichte vor allem die rheinische Frühzeit.

### Merowingerforschung
Noch vor der Veröffentlichung der Habilitationsschrift hatte Ewig zwei umfangreiche Studien über die Teilungen des merowingischen Frankenreichs und die daraus hervorgegangenen Teilreiche des 6. und 7. Jahrhunderts publiziert. Zusammen mit einigen folgenden Arbeiten bieten sie eine Analyse der Grundstrukturen des Frankenreiches sowie der Konflikte der Könige und Großen in dieser Zeit. Damit hatte Ewig sowohl einen strukturgeschichtlichen Rahmen als auch einen Überblick über das politische Geschehen geliefert, der als Ersatz für die fehlenden Jahrbücher des fränkischen Reiches unter den Merowingern dienen kann. Bereits 1955 gelang es ihm zu zeigen, dass römische Institutionen in der Merowingerzeit in großem Umfang fortlebten. In zahlreichen Arbeiten widmete er sich dem Volkstum und dem Problem des Volksbewusstseins im Frankenreich des 7. Jahrhunderts sowie dem christlichen Königsgedanken im Frühmittelalter, in anderen Studien untersuchte er die merowingische Dynastie. Auf der Basis einer Analyse der verschiedenen Versionen der fränkischen Trojasage fragte er insbesondere nach der Herkunft der Königsfamilie. Seine prosopografischen Arbeiten brachten neue Erkenntnisse zur Genealogie der Merowinger, zum Taufdatum Chlodwigs und zum sogenannten Staatsstreich Grimoalds. In Spezialstudien widmete er sich den Bischofsprivilegien, den Bischofsgräbern und den Legenden. Im Jahr 1988 mündeten die zahlreichen Einzelbeiträge in die Überblicksdarstellung Die Merowinger und das Frankenreich. Obwohl im selben Jahr Patrick J. Geary und Waltraut Bleiber ähnliche Darstellungen veröffentlichten, avancierte das Buch zum Standardwerk über die Merowingerzeit. Im Jahr 2012 erschien es in der sechsten Auflage.

### Das Rheinland als Zentralregion
Für Ewig bildete das Rheinland eine politische und kulturelle Zentralregion Europas. Der Einfluss seiner Lehrer Wilhelm Levison und Hermann Platz dürfte entscheidend für seine Hinwendung zur Erforschung dieses Raums gewesen sein. Die Bedeutung, die er dem Rheinland zuschrieb, wird im Einleitungskapitel seiner Dissertation erkennbar: „Nie sind in den Landschaften des Rheins die großen Erinnerungen an ihre universelle Führerstellung in Europa geschwunden, seitdem sie in den Schatten der Großmächte aus West und Ost getreten sind.“ Im Mittelpunkt der Habilitationsschrift standen die Rolle der Moselmetropole Trier und das Problem der politischen, sozialen, wirtschaftlichen, kirchlichen und kulturellen Kontinuität von der Antike zum Mittelalter. Ewig untersuchte dazu unter anderem die Stellung des Bischofs in der Stadt und in der Diözese, die Besitzstruktur der Bischofskirche und die Siedlungs- und Sprachgeschichte. Ähnliche Beiträge verfasste er für Köln und Ribuarien (Rheinlande) sowie für Mainz und den Mittelrhein. Besondere Bedeutung wies er der „pränationalen Phase“ des fränkischen Reiches zu. Das deutsche und das französische Volk seien aus dem Zerfall des Frankenreichs hervorgegangen und damit weit später entstanden, als die ältere Forschung angenommen habe. Eine wichtige Rolle hätten dabei die Rheinlande und Mosellanien (Mosellande) gespielt. Für Ewigs Arbeiten zum Rheinland und zum Moselland sind zwei Aspekte charakteristisch. Zum einen überschritt er den Zeithorizont des Mediävisten, indem er die Zeit von der Spätantike bis zu den Karolingern als Gesamtheit betrachtete. Zum anderen ermöglichten ihm genaue Untersuchungen der landschaftlichen Besonderheiten, Umfang und Grenzen politischer Großräume besser und präziser zu fassen.
Ewigs Einschätzung der historischen Bedeutung des Rheinlands hatte Folgen für seine politischen Ansichten. Nach dem Zweiten Weltkrieg zählte er zu den Fürsprechern eines Rheinstaats. An der Zentrumspartei kritisierte er, dass sie sich nach dem Ersten Weltkrieg gegen eine Autonomie des Rheinlands ausgesprochen hatte. In der neu gegründeten Zeitschrift Geschichte in Wissenschaft und Unterricht gab er 1950 mit dem Aufsatz Landschaft und Stamm in der deutschen Geschichte eine Übersicht über die deutsche Geschichte aus rheinischer Perspektive. In diesem Beitrag formulierte er eine rheinische „Kernlandtheorie“. Ewig sah Deutschlands Zentrum im Rheinland und plädierte für eine historiografische Westverschiebung des preußenlastigen Deutschlandbildes von Berlin nach Bonn. „Nicht zufällig ist der Schwerpunkt unseres Lebens gerade in einer Zeit, die zur europäischen Einheit strebt wieder an den Rhein gerückt. Damit ist eine wichtige Voraussetzung für die Sendung des rheinischen Deutschlands gegeben“. Ewigs Abneigung gegen das Preußentum ging nicht nur auf den Kulturkampf zurück, sondern richtete sich grundsätzlich gegen einen von Berlin aus regierten deutschen Nationalstaat. Der von ihm angestrebte Rheinstaat sollte als Bastion gegen ein vom preußischen Protestantismus dominiertes Deutschland dienen. Folglich gab Ewig als überzeugter Rheinländer das ihm im Jahre 1985 verliehene Bundesverdienstkreuz I. Klasse 1991 zurück, als Berlin Bundeshauptstadt und Bonn eine Bundesstadt wurde.

## Wirkung

### Nachlass und Gedenken
Ewigs Personalakte als akademischer Lehrer an der Universität Bonn bietet nur wenige Informationen. Sie enthält nicht mehr als die obligatorischen Anträge auf Forschungssemester und Mitteilungen an den Dekan über neue Ehrungen und Auszeichnungen. Biografische Annäherungen bieten hauptsächlich die Lebensbilder und Würdigungen seiner Schüler, die über Ewig als Zeitzeugen berichten können. Die Privatpapiere Ewigs sind eine wichtige Quelle für die Gründungsgeschichte des Deutschen Historischen Instituts Paris. Ein Teil dieser Dokumente wurde 2007 vom Pariser Institut herausgegeben.
Im Todesjahr 2006 widmete ihm die vom Deutschen Historischen Institut in Paris herausgegebene Fachzeitschrift Francia den Mittelalterband 33/1. Er enthält Nekrologe seines Schülers Reinhold Kaiser und von Werner Paravicini, dem damaligen Direktor des Deutschen Historischen Instituts in Paris. Am 1. Dezember 2006 wurden im Rahmen der akademischen Trauerfeier in Bonn Vorträge von dem damaligen Dekan der Philosophischen Fakultät Jürgen Fohrmann, dem Bonner Historiker Theo Kölzer sowie von seinen Schülern Rudolf Schieffer und Ulrich Nonn gehalten, die im Jahr 2007 in der Reihe „Alma Mater. Beiträge zur Geschichte der Universität Bonn“ erschienen. Zum fünfzigjährigen Jubiläum des Deutschen Historischen Instituts untersuchte ein Kolloquium dessen Ursprünge mit Hilfe eines personengeschichtlichen Ansatzes. Die Biografien der Institutsgründer und ihr Verhältnis zum Nationalsozialismus standen im Blickpunkt. Für den von Peter Schöttler geäußerten Generalverdacht, deutsche Archivare hätten im besetzten Frankreich geplündert, forderte Matthias Pape Beweise. Nach Pape hat Ewig dazu beigetragen, die Metzer Bestände zu bewahren. Im hierzu 2007 veröffentlichten Sammelband wurden Ewig gleich zwei Beiträge gewidmet. Reinhold Kaiser behandelte das wissenschaftliche Werk und Ulrich Pfeil beleuchtete Ewigs Wirken bei der Gründung des Deutschen Historischen Instituts.

### Wissenschaftliche Nachwirkung
Ewigs Forschungen beeinflussten die Mediävistik nach 1945 nachhaltig, da er die europäische Zusammenarbeit zur Grundlage seines wissenschaftlichen Wirkens machte und damit neue Perspektiven erschloss. Sein Schüler Rudolf Schieffer bemerkte, dass er zu den Historikern gehöre, die das „neue Bild entscheidend mitgestaltet [haben], das sich seit 1945 durchgesetzt hat und die gemeinsamen Wurzeln der europäischen Völker in den Vordergrund treten läßt“.
Insbesondere die Frühmittelalterforschung wurde von Ewigs Arbeiten geprägt. Grundsätzliche Kritik übte einzig Nancy Gauthier an der Auswertung späterer Quellen für die Spätantike und für das frühe Mittelalter.
Die Arbeiten seines Schülers Hans Hubert Anton korrigierten Ewigs Habilitationsschrift über Trier in einigen Detailfragen. Anton führte Ewigs Studien zu den christlichen Grundlagen des Königtums in Untersuchungen zu den frühmittelalterlichen Fürstenspiegeln fort. Die landschaftlichen Einzeluntersuchungen zu Trier wurden für Reims, Soissons, Mainz und Laon fortgesetzt. Die Arbeiten zu den Teilungen und Teilreichen wurden aus verfassungsgeschichtlicher Sicht und aus der Perspektive der historischen Geografie vertieft. Untersuchungen der Testamente der Merowingerzeit sind von Ewigs quellenkritischen Analysen der Bischofsprivilegien beeinflusst. Die Beiträge zur Dynastie der Merowinger wurden für die Präzisierung der Chronologie dieser Zeit herangezogen. Der Aufsatz über Milo, den angeblichen Bischof von Reims und Trier, der eine entscheidende Stütze für Karl Martell gewesen sein soll, hat Untersuchungen über die Rolle des Bischofs in der Spätantike und im Frühmittelalter angeregt. Die Studie Descriptio Franciae beeinflusste die Pfalzenforschung in Frankreich. Ewigs Arbeiten zur Königsfamilie stehen im größeren Kontext personengeschichtlicher Forschungen, die insbesondere von Gerd Tellenbach, Karl Schmid, Karl Ferdinand Werner oder Karl Friedrich Stroheker betrieben wurden.
Nicht weniger bedeutend war Ewig als akademischer Lehrer und Wissenschaftsorganisator. Neun seiner Schüler erhielten eine Mittelalter-Professur. Rudolf Schieffer folgte 1980 seinem Lehrer auf dem mediävistischen Lehrstuhl in Bonn, den er bis 1994 innehatte.

## Schriften (Auswahl)
Ein vollständiges Verzeichnis der Veröffentlichungen Eugen Ewigs findet sich in: Theo Kölzer, Ulrich Nonn: Schriftenverzeichnis Eugen Ewig. In: Francia, Band 34/1 (2007), S. 237–244 (online).
- Trier im Merowingerreich. Civitas, Stadt, Bistum. Paulinus-Verlag, Trier 1954. (Nachdruck: Scientia-Verlag, Aalen 1987, ISBN 3-511-00875-1.)
- Die Rheinlande in der fränkischen Zeit (451–919/31). Düsseldorf 1980, ISBN 3-590-34201-3 (Rheinische Geschichte in drei Bänden, Herausgegeben von Franz Petri, Georg Droege, 1/2: Frühes Mittelalter).
- Die Merowinger und das Frankenreich. Mit Literaturnachträgen von Ulrich Nonn. 6., aktualisierte Auflage. Kohlhammer, Stuttgart 2012, ISBN 978-3-17-022160-4 [zuerst 1988].
- Spätantikes und fränkisches Gallien. Band 1–2: Gesammelte Schriften (1952–1973). Herausgegeben von Hartmut Atsma. Artemis, München 1976 und 1979 (= Beihefte der Francia, Band 3.1 und 3.2); Band 3: Gesammelte Schriften (1974–2007.) Herausgegeben von Matthias Becher, Theo Kölzer und Ulrich Nonn. Thorbecke, Ostfildern 2009 (= Beihefte der Francia, Band 3.3).